# توماس داف
توماس داف (بالإنجليزية: Thomas Duff)‏ هو مهندس معماري أيرلندي، ولد في 1792 في نيوري في المملكة المتحدة، وتوفي في 1848.